# Wulp
De wulp (Numenius arquata) is een grote steltloper, een vogel uit de familie van de strandlopers en snippen (Scolopacidae). De vogel leeft in uiteenlopende halfopen tot open terreinen en voedt zich met kleine dieren die hij met zijn dunne snavel uit de grond haalt. Hij is te vinden in grote delen van Eurazië, met uitzondering van grote delen van Oost-Azië. Verder leeft hij langs alle kusten en in sommige binnengebieden van Afrika. De wulp is aangemerkt als gevoelig (enigszins bedreigd) en wordt beschermd op grond van de Europese Vogelrichtlijn.

## Kenmerken
Met een lengte 50 tot 60 centimeter een gewicht van 450 tot 1500 gram is de wulp de grootste steltloper van West-Europa. De naar beneden gebogen snavel is 9 tot 15 cm lang, die bij de vrouwtjes langer is dan bij de mannetjes. Het verenkleed is licht van kleur, met donkerbruine verticale strepen over het gehele lichaam. Hij lijkt op de regenwulp, maar is significant groter en heeft een vrij egale kop, zonder donkere oogstreep of kruinstreep; wel heeft de wulp een vage, lichte oogstreep. De lange vleugels zijn aan de onderkant bijna wit en doen ook door hun vorm aan meeuwenvleugels denken.
Het geluid van de wulp, dat ook een onderscheidend kenmerk is ten opzichte van de regenwulp (die een heel andere roep heeft), is zeer karakteristiek en kan in de ochtend- en avondstilte ver dragen. Het is een mysterieus, jodelend geluid, met aanzwellende fluittonen en lange trillers, klinkend als koer-líe.

## Leefwijze
In tegenstelling tot andere steltlopers leeft de wulp niet alleen in natte, maar ook in droge gebieden. Open en halfopen gebieden kunnen geschikte biotopen zijn, bijvoorbeeld hoogveen, open duingebied, laagveen waar rietland kort gehouden is, grasland dat niet te open is en akkerland. Buiten de broedtijd wordt ook gefoerageerd in getijdengebieden zoals wadden, vooral door de vrouwtjes, die daar voordeel hebben van hun langere snavel.
Door de gevoelige punt van de lange snavel kan de wulp tot dieper in de bodem foerageren dan de andere steltlopers. Het voedsel van de wulp bestaat uit regenwormen, kreeftachtigen, schelpdieren en andere ongewervelde bodembewoners. Een gevangen krab wordt met de snavel bij de poten gepakt en geschud tot alle poten afgebroken zijn, waarna de romp in zijn geheel wordt doorgeslikt.
Sterfte in de eerste levensjaren drukt de levensverwachting van een wulpenkuiken tot ongeveer vijf jaar, maar leeftijden boven de twintig komen voor, met uitschieters tot boven de dertig.

## Voortplanting en levensloop
Wulpen broeden zo mogelijk jaar na jaar op dezelfde plek en jonge paren hebben een voorkeur voor een nestplek in de streek waar ze geboren zijn. De wulp maakt zijn nest in open venen, weide of op open plekken in een bos. Het is een nauwelijks met gras bekleed kuiltje in lage begroeiing, zoals heide.
Het mannetje baltst en verdedigt zijn territorium door in de vlucht te zingen en laag over de grond te vliegen, in een kort boogje te stijgen en dan met uitgespreide vleugels naar de grond te zweven. Al die tijd laat hij zijn zang horen. Het vrouwtje legt per seizoen één legsel van vier eieren, dat door beide ouders wordt bebroed. Buiten de broedtijd leven wulpen in groepen, maar tijdens de broedperiode zijn broedparen erg territoriaal ingesteld en fel naar soortgenoten. De volwassen wulpen verdedigen hun kroost heftig tegen rovers en vallen kiekendieven en kraaien aan, of lokken vijanden weg door net te doen alsof ze gewond zijn.
De jongen kunnen al kort na het uitkomen het nest verlaten. Als ze niet met de ouders voedsel zoeken, kruipen ze weg om zich te verbergen.

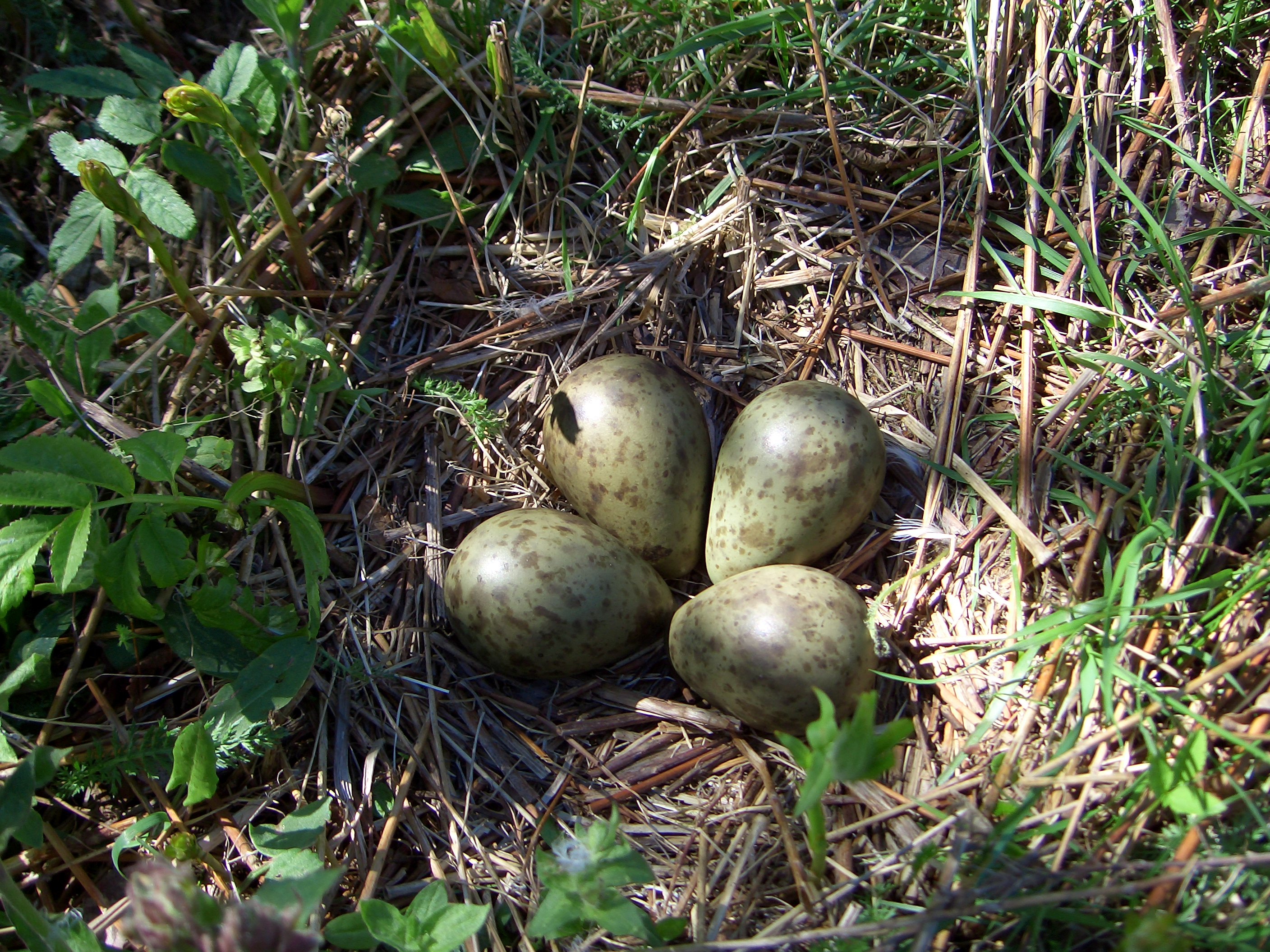
Legsel in nest
Ei

## Verspreiding en leefgebied
De wulp is een wijd verspreide palearctische vogelsoort, die als trekvogel vooral voorkomt in het boreale en gematigde klimaatgebied van Eurazië, maar ook in Afrika, waar hij vooral te vinden is langs kusten en in gebieden waar water binnen redelijke afstand te vinden is. In een groot deel van zijn gebied is hij ook broedvogel. Verder broedt hij langs vrijwel alle zeekusten in zijn leefgebied.
Standvogel is de wulp alleen in kleine gebieden van West-Europa.

### Aantallen
Finland en het Verenigd Koninkrijk herbergen de grootste aantallen, maar het waterrijke Nederland is ook belangrijk voor de wulp; ondanks de geringe grootte van het land staat het op de vierde plaats op de ranglijst der belangrijkste wulpenlanden.

### Eurazië
In Eurazië komt de wulp in het hele supercontinent voor, inclusief de grootste delen van IJsland in het westen en Japan in het oosten. Uitzonderingen zijn het binnenland van het Indisch subcontinent en onherbergzame gebieden zoals woestijnen. Bij dergelijke gebieden broedt hij wel aan zee, bijvoorbeeld aan de kusten van het Arabisch Schiereiland en India.
In Zuid-Europa en Zuid-Azië komt de wulp dus wel voor, maar hij broedt er niet. Binnen Eurazië is het broedgebied min of meer een driehoek, met een scherpe punt naar het oosten. De korte zijde wordt gevormd door Europa, de lange zijden doorkruisen Azië en komen net voor de Japanse Zee samen.
De broed-driehoek omvat heel Europa, met uitzondering van sommige Russische kustgebieden. In Azië wordt het broedgebied in het noorden en oosten begrensd door een lijn die min of meer van Archangelsk in de richting van het Japanse eiland Hokkaido loopt. De zuidgrens van het broedgebied loopt in Europa benoorden de Franse Pyreneeën, door Tirol en langs de noordkant van de Balkan naar het gebied rond Odessa aan de Zwarte Zee. Van daaraf vormt ook het broedgebied een lange driehoek. die aan de noordkant van het verspreidingsgebied loopt en een punt naar het oosten heeft. Die punt ligt bij de dichte bosgebieden van kraj Primorje; bij de Japanse Zee en in Japan wordt dus niet gebroed.
Binnen het broedgebied zijn er vier kleine gebieden waar de wulp een standvogel is: het Ierse eiland met uitzondering van de zuidkust, het zuidoosten van Engeland en twee gebieden in de Noord-Europese Laagvlakte: het ene in Noordoost-Nederland en Nedersaksen, het andere in Mecklenburg-Voor-Pommeren.

### Afrika
In Afrika omvat het verspreidingsgebied allereerst alle zeekusten van het continent en van Madagaskar. Verder zijn er twee duidelijke stroken te herkennen:
- De grootste is een kronkelende strook van hemelsbreed ruim vijfduizend kilometer lang, die heel Afrika doorkruist. Deze loopt van de Rode Zee en de Golf van Aden naar de zuidelijke Atlantische Oceaan. Aan beide einden verbreedt de strook zich: bij het noordoostelijke uiteinde in Ethiopië, maar vooral bij het zuidwestelijke einde. Daar omvat de strook een groot deel van Zuidelijk Afrika: de zuidrand van Angola en Zambia, heel Namibië op het zuiden na, heel Botswana, een noordelijk deel van Zuid-Afrika (ruwweg begrensd door Bloemfontein, Johannesburg en Pretoria) en ook Zimbabwe, met uitzondering van het oosten.  De uiteinden van de strook worden verbonden door waterrijke gebieden: de stroomgebieden van de Nijl en de Zambezi, met daartussen de grote Oost-Afrikaanse meren waaronder het Victoriameer, het Tanganyikameer en het Malawimeer.
- De kleinere strook loopt bezuiden de Sahara, van de kust van Mauritanië in het westen via Mali en het grensgebied van Niger en Nigeria naar Tsjaad in het oosten en meet een kleine vierduizend kilometer.

De wulp broedt langs alle zeekusten van Afrika. Verder broedt hij in de meeste gebieden van de genoemde kronkelstrook en in enkele delen van de strook bezuiden de Sahara.

## Ondersoorten
De soort telt drie ondersoorten:
- N. a. arquata: westelijk, noordelijk en centraal Europa.
- N. a. orientalis: van westelijk en centraal Siberië tot Mantsjoerije.
- N. a. suschkini: van westelijk Kazachstan tot zuidwestelijk Siberië.

## Status in Nederland en Vlaanderen
In Nederland zijn wulpen het hele jaar aan te treffen. De vogel broedt in zowel open agrarisch gebied als in droge, open natuurgebieden. In de jaren 1980 steeg het aantal vogels dat broedde in agrarisch gebied en nam het aantal dat koos voor natuurgebieden af. Het netto resultaat is een zeer geleidelijke afname in het aantal broedvogels.
Vogels die in Nederland broeden, overwinteren zuidelijker, bijvoorbeeld in België, Frankrijk, Duitsland, Ierland, Spanje en Verenigd Koninkrijk. In de winter verblijven er vogels uit Rusland en Scandinavië en een klein aantal dat hier ook broedt.
In Vlaanderen werd het aantal broedparen door het INBO op 500 à 600 geschat.

## Status internationaal
Lange tijd stond de wulp als een van de weinige vogelsoorten niet op de Nederlandse Rode Lijst, maar wel op de Rode Lijst van de IUCN; sinds 2017 staat hij echter ook op de Nederlandse Rode lijst. Op wereldschaal gaat de vogel achteruit, de grootte van de populatie werd in 2015 geschat op 0,8-1,3 miljoen individuen. Om deze redenen staat de wulp als gevoelig op de internationale rode lijst.

## Afbeeldingen

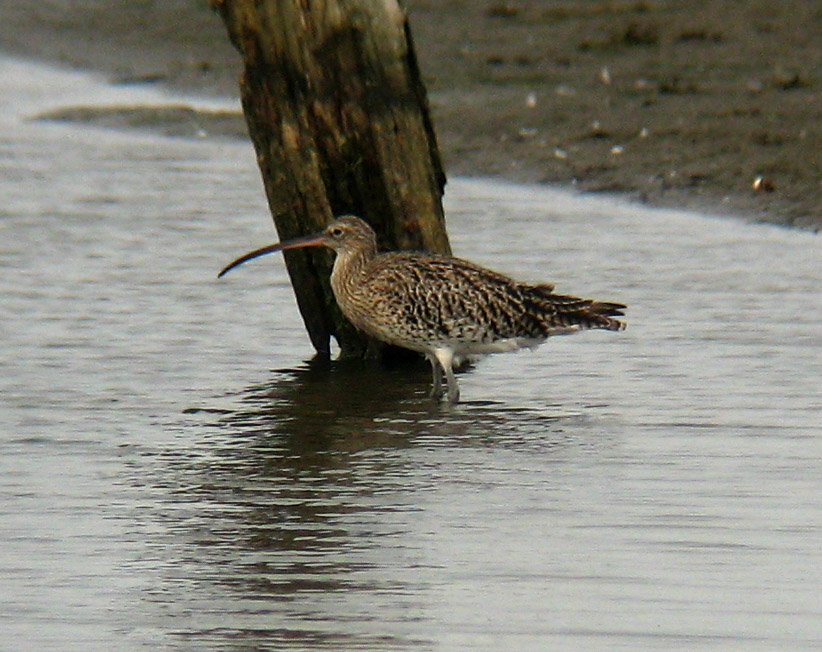
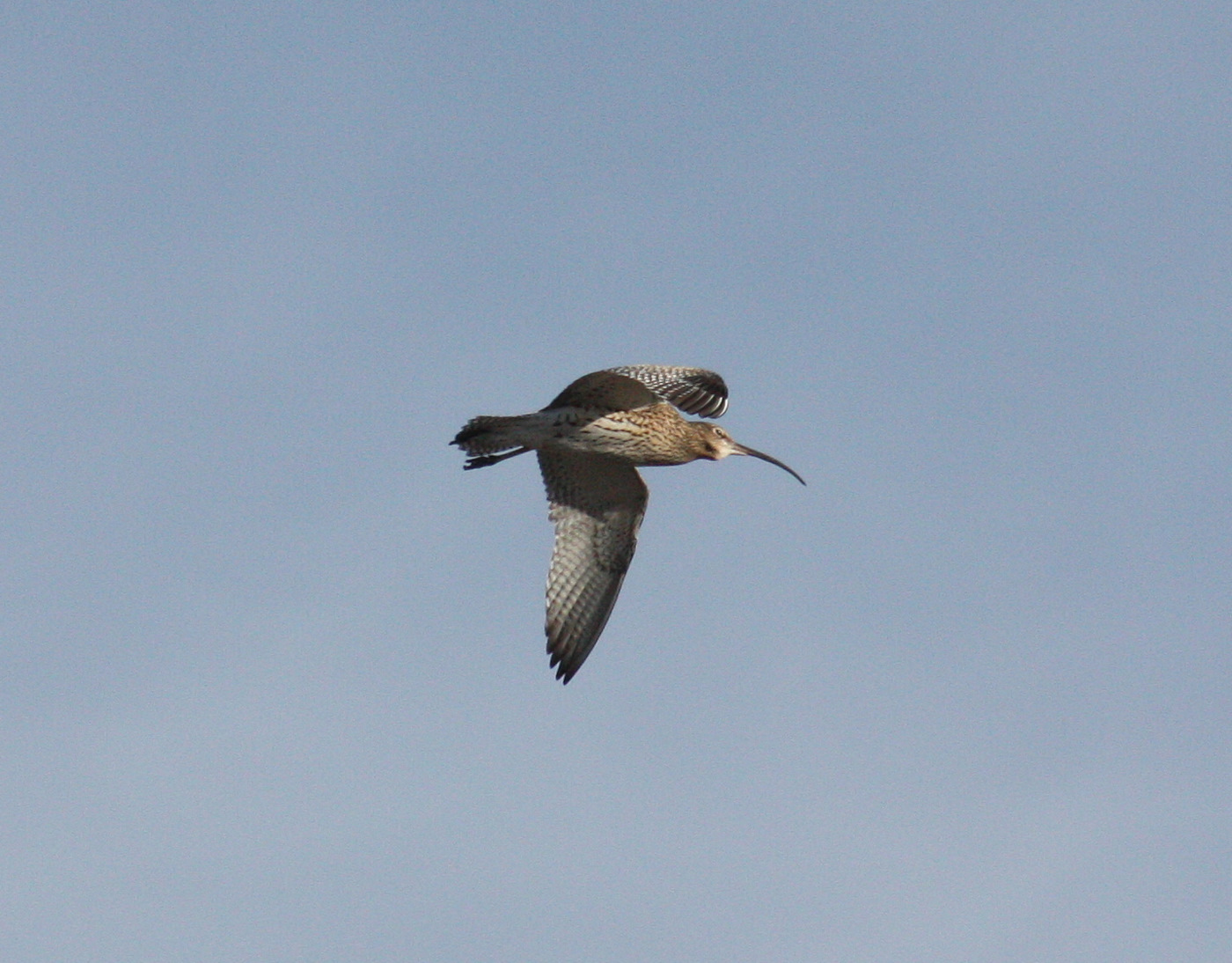
Vliegend

## Video
- Roepende wulp op de heide